# Павелка (река)
Па́велка — небольшая река в Лебедянском районе Липецкой области. Левый приток реки Дон. Длина реки составляет 25 км.
Исток — в районе Павелки и Андреевки. Течёт на запад по открытой местности и впадает в Дон у села Куликовка 2-я.
Впервые упоминается в документах 1628 году как Па́вловка. Там же указывается Павловский лес. Вероятно, оба топонима происходят от фамилии Павлов или имени Павел.

## Данные водного реестра
По данным государственного водного реестра России относится к Донскому бассейновому округу, водохозяйственный участок реки — Дон от истока до города Задонск, без рек Красивая Меча и Сосна, речной подбассейн реки — бассейны притоков Дона до впадения Хопра. Речной бассейн реки — Дон (российская часть бассейна).